# Trías
Na mitologia grega, as trías (em grego antigo, Θριαί) eram as três ninfas irmãs que viviam no monte Parnaso e eram as ninfas que presidiam a adivinhação mediante pedras (ϑριαί) que se lançavam a uma urna. No hino homérico IV a Hermes, Apolo diz ter tido como mestras de adivinhação a três mulheres-abelhas, que os estudiosos do tema identificam com as trías. Em um princípio estas ninfas criaram ao deus Apolo, a cujo serviço terminaram logo. São ninfas afeiçoadas ao mel, que lhes eram oferecido por quem vinha a consultá-las.
No mito as situa vivendo ao pé do Parnaso, monte consagrado a Apolo e as musas, em cuja ladeira brotava a fonte Castalia , aquela que concedia a inspiração aos poetas, da qual se tomava água para limpar o templo de Delfos, e onde a Pítia somente purificava-se antes de entrar no templo, e segundo alguns beber dela antes de profetizar, ainda que outros autores indiquem que tomava a água da inspiração da fonte próxima Casótide.
Uma passagem de Platão conecta o mel com as fontes que dão inspiração poética (Ion, 534a-b): "Pois certamente nos dizem os poetas que nos oferecem os cantos que, como abelhas, libam-se nas fontes da qual fluem mel em alguns jardins e covas das musas, revoando também eles do mesmo modo". Estas palavras de Platão não podem deixar de recordar-nos as mulheres-abelhas do hino a Hermes, que revoavam nutrindo-se dos favos de mel do Parnaso, e somente quando estas ninfas tomaram mel entram em transe profético, enquanto que quando não se nutrem de mel suas profécias são enganosas (VV. 558-563), o que parece indicar que o mel tem o poder profético.
Existem três trías nos mitos, chamavam-se:
- Cleodora (Κλεοδώρα, "famosa por seus dons")[3]

- Melena (Μέλαινα, "a escura")[4]

- Dafnis (Δάφνις, "a do loureiro")[5]